# Episodi de L'impareggiabile giudice Franklin (prima stagione)
La prima stagione della serie televisiva L'impareggiabile giudice Franklin è stata trasmessa in anteprima negli Stati Uniti d'America dalla ABC tra il 23 settembre 1976 e il 10 marzo 1977.
| nº | Titolo originale                             | Titolo italiano | Prima TV USA      | Prima TV Italia |
| -- | -------------------------------------------- | --------------- | ----------------- | --------------- |
| 1  | Pilot                                        |                 | 23 settembre 1976 |                 |
| 2  | Case: A Question of Qualifications           |                 | 30 settembre 1976 |                 |
| 3  | Case: His Honor vs. Her Honor                |                 | 7 ottobre 1976    |                 |
| 4  | Case: The Ego Affair                         |                 | 14 ottobre 1976   |                 |
| 5  | Case: Franklin vs. Reubner and Reubner       |                 | 21 ottobre 1976   |                 |
| 6  | Case: The Snow White Affair                  |                 | 28 ottobre 1976   |                 |
| 7  | Case: Terwillger vs. Himself                 |                 | 11 novembre 1976  |                 |
| 8  | Case: The DeNecki Debacle                    |                 | 18 novembre 1976  |                 |
| 9  | Case: Mario Strikes Again                    |                 | 2 dicembre 1976   |                 |
| 10 | Case: Franklin in Love                       |                 | 16 dicembre 1976  |                 |
| 11 | Case: O Come All Ye Wastrels                 |                 | 23 dicembre 1976  |                 |
| 12 | Case: Money vs. Stature                      |                 | 30 dicembre 1976  |                 |
| 13 | Case: The Hooper Affair                      |                 | 6 gennaio 1977    |                 |
| 14 | Case: Democracy vs. Tyranny                  |                 | 13 gennaio 1977   |                 |
| 15 | Case: Whatever Happened to marzo Jane?       |                 | 20 gennaio 1977   |                 |
| 16 | Case: McClellan vs. Immigration              |                 | 27 gennaio 1977   |                 |
| 17 | Case: maggio vs. December                    |                 | 3 febbraio 1977   |                 |
| 18 | Case: The Lawndale Report                    |                 | 10 febbraio 1977  |                 |
| 19 | Case: The Hero Syndrome                      |                 | 17 febbraio 1977  |                 |
| 20 | Case: Franklin vs. McClellan                 |                 | 24 febbraio 1977  |                 |
| 21 | Case: Facing Up vs. Hiding Behind the Drapes |                 | 3 marzo 1977      |                 |
| 22 | Case: The People Speak                       |                 | 10 marzo 1977     |                 |